# Диснейленд (Токио)
Токи́йский Диснейле́нд (яп. 東京ディズニーランド то:кё: дидзуни:рандо) — парк развлечений площадью 465,000 м² расположенный в городе Ураясу, префектура Тиба, неподалёку от Токио. Открыт 15 апреля 1983 года. Диснейленд лежит внутри Tokyo Disney Resort, который включает в себя также парк Tokyo DisneySea, отели и торговый комплекс. Главные ворота Диснейленда примыкают непосредственно к станциям Майхама и «Токийский Диснейленд».
Первый диснеевский парк за пределами США. Был построен компанией Walt Disney Imagineering в том же стиле, что и Диснейленд в Калифорнии и Волшебное Королевство во Флориде. Парк принадлежит компании Oriental Land Company, которая получила лицензию на него от Walt Disney Company. Токийский Диснейленд и его парк-спутник Tokyo DisneySea — единственные диснеевские парки, не принадлежащие Walt Disney Company. Токийский Диснейленд является третьим по посещаемости парком мира, уступая только Волшебному Королевству во Флориде и Диснейленду в Калифорнии. В 2009 году парк посетило 13,65 миллионов гостей, в 2010 году — 14 миллионов.
Вся территория токийского Диснейленда разделена на 7 тематических зон: Страна Зверюшек, Страна Дикого Запада, Страна Приключений, Страна Фантазии, Город Мультяшек, Страна Будущего и Вселенский Базар.

## Аттракционы
На территории токийского Диснейленда размещены 47 аттракционов. Некоторые из них:
- Splash Mountain. Деревянная лодка спускается по тоннелю, заполненному водой, мимо двигающихся сказочных персонажей, совершающих различные действия. Неожиданно лодка срывается с вершины 16 метрового водопада и быстро мчится вниз[5].
- Space Mountain. Вы садитесь на «космический корабль» и быстро летите по галактике. Мимо проносятся звёзды и другие космические аппараты (вы совершаете поездку в полной темноте)[6].
- Big Thunder Mountain Railroad. Паровоз быстро мчится и совершает виражи по заброшенной шахте, расположенной на склонах горы[7].
- Omnibus. Посетители данного аттракциона проедут по парку на двухэтажном автобусе[8].
- Замок Золушки. В коридорах и большом зале гостям предлагается посмотреть ряд работ, которые рассказывают историю Золушки. Есть картины Золушки в момент, когда она была служанкой, диорамы, которые показывают волшебное превращение шмоток Золушки в милые платья, танцующие фигурки Золушки с принцем и другие отличительные работы из бумаги, дерева и стекла[9].
- Дом с привидениями. Посетителям данного мрачного особняка предстоит пройтись по таинственным, тускло освещённым комнатам, каждая последующая более жуткая, чем предыдущая. Вокруг разгуливают мертвецы и призраки. Сев в чёрную карету, предстоит проехать мимо бала призраков и понаблюдать за другими жуткими мероприятиями[10].
- Чаепитие Алисы. Посетители аттракциона прокатятся внутри кружки вокруг чайника. При этом можно менять скорость и направление вашей чашки чая[11].

## Стоимость
Стоимость входного билета, называемого в Диснейленде паспортом, на один день составляет для лиц от 18 лет — 7400 иен, для подростков от 12 до 17 лет — 5300 иен, для детей от 4 до 11 лет — 4100 иен. Для детей 3 лет и младше вход бесплатный. Данный паспорт включает все аттракционы Диснейленда, то есть платить отдельно за каждый аттракцион не нужно. Также можно приобрести двухдневный, трёхдневный, четырёхдневный и годовой паспорт. При этом отдельно можно приобрести либо годовой только в парк Tokyo Disneyland, либо только в Tokyo DisneySea, либо сразу в два парка. Стоимость годового паспорта, позволяющего посещать оба парка, для лиц от 12 лет составляет 80000 иен, для лиц старше 60 лет — 59000 иен и детей от 4 до 11 лет — 53000 иен.